# Bioaugmentace
Bioaugmentací se rozumí cílené vnesení mikrobiální populace v podobě tzv. biopreparátu (inokula) do prostředí sanačního zákroku s cílem doplnit mikrobiální profil o zástupce vybaveným schopností biodegradovat cílený polutant.
Protipólem (avšak vhodně se doplňujícím) je proces biostimulace, kdy oživení mikrobiálních rozkladných procesů nastává v důsledku injektáže chybějících metabolických faktorů(zdroj akceptoru elektronů, zdroj dusíku a fosforu, popř. esenciální nutriety). Bioaugmentace bývá doprovázena biostimulací v rámci nastolení efektivity zákroku.